# 孤独な自転車乗り
「孤独な自転車乗り」（こどくなじてんしゃのり、"The Adventure of the Solitary Cyclist"）は、イギリスの小説家、アーサー・コナン・ドイルによる短編小説。シャーロック・ホームズシリーズの一つで、56ある短編小説のうち28番目に発表された作品である。イギリスの『ストランド・マガジン』1904年1月号、アメリカの『コリアーズ・ウィークリー』1903年12月26日号に発表。1905年発行の第3短編集『シャーロック・ホームズの帰還』(The Return of Sherlock Holmes) に収録された。

## あらすじ
ヴァイオレット・スミス嬢がシャーロック・ホームズのもとに依頼に訪れる。彼女はカラザース氏の屋敷で一人娘の音楽の家庭教師をしている。主人のカラザースは申し分ない紳士だが、客人としてやってくるウッドリという下品な男に露骨に色目を使われる事が不快であった。スミス嬢は毎週土曜日、住み込みの屋敷からロンドンへ帰り、翌月曜日には屋敷へ戻ってくる。その間寂しい一本道を自転車に乗るのだが、その度に後ろを黒ずくめの男がつけてきているのに気づき、不安だというのだ。
スミス嬢にはすでに婚約者がいるのだが、カラザース氏から求婚され、断ったことで屋敷に居づらくなり、次の土曜日で家庭教師の職を辞するという。その土曜日、よからぬ陰謀の気配を感じたホームズとワトスンはスミス嬢の元を訪れるが、彼女は何者かに連れ去られてしまった後だった。

## 年代について
ワトスンは事件の始まった日を1895年4月23日の土曜日と記している。ところがこの日は火曜日であり、研究家の中には4月13日（この日は土曜日）を23日と書き誤ったのではないか、と考えている者もいる。

## 原題と邦題
この短編のタイトルには定番となっている日本語訳が存在せず、訳者・出版社により様々に翻訳されてきた。タイトルに使用された日本語訳は大きく3つの系統に分けることができる。
原題の訳
原題「The Adventure of the Solitary Cyclist」を忠実に訳したといえるもの
自転車乗りの性別が不明な訳となっている。
孤独な自転車乗り
- 小林司・東山あかね訳の河出書房新社版
- 大久保康雄訳のハヤカワ・ミステリ文庫版

1人きりの自転車乗り
- 小池滋監訳のちくま文庫版

ひとりぼっちのサイクリスト
- 鮎川信夫訳の講談社文庫版

ひとりきりの自転車乗り
- 深町眞理子訳の創元推理文庫版

さびしい自転車乗り
- 大村美根子訳の偕成社版

ヴァイオレット・スミスを主題としたもの
美しき自転車乗り
- 延原謙訳の新潮文庫版
- 日暮雅通訳の光文社文庫版

ひとり自転車を走らせる女
- 鈴木幸夫訳の角川文庫版

自転車嬢の危難
- 三上於菟吉訳の平凡社版

ボブ・カラザースを主題としたもの
あやしい自転車乗り
- 阿部知二訳の創元推理文庫版

自転車に乗った男
- 中田耕治訳の集英社コンパクト・ブックス版

作中には自転車乗りとしてヴァイオレット・スミスとボブ・カラザースの二人が登場するが、the Solitary Cyclist がどちらを指すのかは明らかでない。しかし、カラザースを a solitary cyclist と表現する場面があることから、カラザースのことだとする説もある。